# Marcel Guguianu
Marcel Guguianu (28 juin 1922 - 11 juin 2012) était un sculpteur roumain.

## Biographie
Né à Bârlad, Guguianu a fréquenté l'école primaire et a commencé ses études secondaires à Galaţi. De 1941 à 1945, il a suivi des cours à l'École des Beaux-Arts de Bucarest, enseigné par Cornel Medrea. Il a ensuite enseigné le dessin et la calligraphie dans les écoles secondaires de sa ville natale. De 1954 à 1956 il a été basé dans Iaşi, en restaurant des monuments historiques là et dans Bârlad.
Il commence à entrer dans ses sculptures à des expositions annuelles et biennales en 1948. En 1956, il rejoint l'Union des artistes de Roumanie et s'installe à Bucarest. Parmi les expositions où son travail a été présenté figurent ceux de Budapest, Odense, Rome, San Marino, Naples, Aranđelovac, Belgrade, Montpellier, Paris, São Paulo, New York, Ankara, Bamako, Washington, Séville et Miami. Ses prix incluent un prix d'honneur à la Biennale de Venise de 1972; Trois autres prix à Naples pendant les années 1970; Et une médaille d'or de Saint-Marin (1981). 
En 2002, à l'âge de 80 ans et plus de 60 ans d'activité, il devient chevalier de l'Ordre de l'Étoile de Roumanie.
Son travail est exposé à la Comtesse Madeleine Galleries à New York, et la Fondation Marcel Guguianu a été créé en 1992.